# Michael Wüthrich
Michael Wüthrich (* 27. Mai 1960 in Bern) ist ein Schweizer Gymnasiallehrer und Politiker (Grüne). Von 2005 bis 2019 war er Grossrat des Kantons Basel-Stadt.

## Biographie
Nach der Ausbildung zum Gymnasiallehrer für Mathematik und Physik und einer kurzen Phase des Lehrens bildete sich Wüthrich in den Fächern Informatik, Geographie und Meteorologie weiter. In letzterem promovierte er. Als Wissenschaftler arbeitete er an diversen Klimaprojekten (ReKliP, HartEx, Priroda an der Mir (Raumstation), SIR-C/X-SAR) sowie an der Gemeinsamen Forschungsstelle (JRC) der EU in Ispra. Seit 1996 ist er Lehrer und Systemadministrator/IT-Architekt am Gymnasium Leonhard in Basel.
Er ist Mitglied des Vorstandes von «Diagnose Funk» und war im Vorstand des Vereins «Nie wieder Atomkraftwerke» (NWA).
Am 7. Februar 2007 wurde Wüthrich zum Präsidenten der Umwelt-, Verkehrs- und Energiekommission (UVEK) des Basler Grossen Rates gewählt. Am 11. Februar 2009 wurde er wiedergewählt.
2007 verpasste er einen Sitz im Schweizer Nationalrat um 500 Stimmen. 2008 und 2012 wurde er je für weitere vier Jahre in den Grossen Rat gewählt. Im Februar 2019 trat er als Grossrat zurück.

## Politik
Wüthrich setzt sich für den Naturschutz, die Ausweitung des öffentlichen Verkehrs, die Abschaffung der Kernenergie und eine grüne Verkehrspolitik ein. Wüthrich warnt vor den Folgen der Klimaerwärmung.
Er setzt sich für einen kritischen Umgang mit der Mobilfunktechnologie und deren Auswirkung auf die Gesundheit ein. Er fordert die Reduktion der Sendeleistung um den Faktor 10 von Mobilfunkstationen.